# Miquette
Miquette ist ein im ersten Weltkriegswinter 1939/40 entstandenes französisches Filmdrama von Jean Boyer mit Lilian Harvey, die die Titelrolle verkörpert, in ihrem letzten Film. Der Geschichte liegt das dreiaktige Bühnenstück Miquette et sa mère (1906) von Robert de Flers und Gaston Arman de Caillavet zugrunde.

## Handlung
In einer französischen Kleinstadt, rund um das Jahr 1900. Hier hilft die junge Miquette Grandier ihrer Mutter dabei, einen Tabakwarenladen auf die Beine zu bringen. Ihr eigentlicher Wunsch aber ist es, am Theater aufzutreten und dort Karriere zu machen. Die attraktive Frau wird von drei Männern umworben, wie sie unterschiedlicher nicht sein können: Da ist einmal der angesehene aber auch schon recht betagte Marquis de la Tour Mirande, sein kauziger Neffe Urbain de la Tour Mirande und der ebenfalls ein wenig in die Jahre gekommene, runde Monsieur Monchablon, ein im Rückzug von der Bühne begriffener Tourneetheaterdarsteller, der von sich behauptet, bereits jede Hauptrolle gespielt zu haben. Zu Miquettes großem Glück reist Monchablon gerade jetzt mit seiner Gastspielbühne durch den kleinen Ort.
Um der Kleinstadtenge zu entfliehen und endlich Bühnenluft zu schnuppern, folgt Miquette Monchablon, der die Verwirklichung ihrer Theaterträume verheißt, nach Paris. In der französischen Hauptstadt trifft sie erneut auf den Marquis. Madame Grandier, ihre Mutter, reist ihr in heller Aufregung und um das Wohl der Tochter in der Fremde besorgt, augenblicklich nach, und bald stößt auch der Marquis-Neffe Urbain de la Tour Mirande hinzu. Bei dieser Konstellation kommt es rasch zu turbulenten Verwicklungen, Polizeieinsatz inklusive, an deren Ende die Eheschließung Miquettes mit Urbain in der ländlichen Heimatidylle steht, während sich der Marquis mit Madame Grandier tröstet. Monsieur Monchablon aber bleibt die Liebe zur Bühne und die Erinnerung an seine großen Bühnenauftritte.

## Produktionsnotizen
Die Dreharbeiten zu Miquette, Arbeitstitel La demoiselle du tabac, begannen Ende 1939, die Uraufführung fand am 1. Mai 1940 statt, nur neun Tage vor dem Beginn des deutschen Einmarschs in Frankreich. In Deutschland war der Film nie zu sehen.
Lilian Harvey tritt hier, wie bereits in ihren deutschen Filmen, auch als Sängerin auf. Der 18-jährige Daniel Gélin gab hier sein Filmdebüt.